# Neurologie
Die Neurologie (von altgriechisch νεῦρον neuron, deutsch ‚Nerv‘, und -logie ‚Lehre‘) ist die Wissenschaft und Lehre vom Nervensystem, seinen Erkrankungen und deren medizinischer Behandlung. Sie stellt seit der zweiten Hälfte des 19. Jahrhunderts ein eigenständiges Teilgebiet der Medizin dar. Die Grenzen zur Psychiatrie und zur Neurochirurgie sind dabei teilweise fließend.
Die in der Neurologie wichtigsten Organsysteme sind das Zentralnervensystem (also Gehirn und Rückenmark), seine Umgebungsstrukturen und Blutgefäße. Dazu kommt das periphere Nervensystem und die Muskulatur, einschließlich der Verbindungsstrukturen zwischen beiden. In Deutschland ist die Neurologie um 1845 mit Moritz Heinrich Romberg als ein Teilgebiet aus der Inneren Medizin hervorgegangen. In den USA, in Großbritannien, Russland und anderen Staaten dagegen hatte sich die Neurologie gleich als eigenständiges Fach entwickelt.

## Die neurologischen Syndrome
Ein Syndrom ist eine Gruppe von gleichzeitig auftretenden Krankheitszeichen. Es gibt in der Neurologie etwa ein Dutzend Syndromgruppen und in jeder Syndromgruppe zahlreiche Syndrome. Zu jedem Syndrom gehören verschiedene neurologische Krankheiten, die zudem völlig anders als die Syndrome gegliedert werden. Zunächst seien die verschiedenen Syndromgruppen genannt und kurz charakterisiert.
- Die Syndrome des peripheren Nervensystems gliedern die Syndrome, die Störungen der Nerven in ihrem Verlauf außerhalb des Wirbelkanales betreffen. Es sind dies die meist traumatisch bedingten Läsionen peripherer Nerven, der Nervengeflechte (Plexus), der Nervenwurzeln und des Grenzstrangs sowie die Polyneuropathien.

- Mit dem Begriff der zerebralen Syndrome werden zunächst die vier Gruppen hirnlokaler Syndrome zusammengefasst. Es handelt sich dabei um die Hemisphärensyndrome, die Hirnstammsyndrome, die extrapyramidalen Syndrome und die Kleinhirnsyndrome. Diese Syndromgruppen lassen sich noch weiter untergliedern.

- Unter dem Begriff Rückenmarkssyndrome werden fünf verschiedene Syndromgruppen zusammengefasst: die kompletten Querschnittsyndrome, das Halbseitensyndrom des Rückenmarkes, das zentrale Rückenmarksyndrom, das Syndrom der Hinterstränge und das Vorderhornsyndrom.

- Es gibt fünf verschiedene Neuroophthalmologische Syndrome: Das Syndrom der Olfaktoriusrinne, des Keilbeinflügels, der Orbitaspitze, das Foster Kennedy-Syndrom und das Sinus-cavernosus-Syndrom.

- Der Schwindel (Vertigo) wird zweifach unterteilt: die vestibulären und die nicht-vestibulären Formen.

- Es gibt drei verschiedene neurootologische Syndrome: das Syndrom der Pyramidenspitze, des Foramen jugulare und das Kleinhirnbrückenwinkelsyndrom.

- Man unterscheidet zwei verschiedene Gruppen meningealer Syndrome: die akuten und die chronischen meningealen Syndrome.

- Es gibt drei verschiedene Hirndrucksyndrome: die transfalxiale, die mesenzephale und die bulbäre Einklemmung. Ihr entsprechen die verschiedenen Formen der Bewusstseinsstörung in dem Abschnitt Neuropsychologische Syndrome.

- Es gibt fünf verschiedene Kopfschmerztypen, die man als Syndromgruppen auffassen kann: die gefäßbedingten anfallsartigen Kopfschmerzen, die idiopathischen anfallsartigen Gesichtsneuralgien (siehe auch Atypischer Gesichtsschmerz), die diffusen Dauerkopfschmerzen mit akutem Beginn und die ebensolchen mit schleichendem Beginn sowie die lokalisierten Dauerkopfschmerzen.
- Eine besondere Gruppe in der neurologischen Syndromlehre sind die vier verschiedenen Liquorsyndrome.
- Die vertebragenen Syndrome unterscheidet man nach ihrer Lokalisation: Hals-, Brust- und Lendenwirbelsäule.
- Schließlich unterscheidet man fünf verschiedene Gruppen von neuropsychologischen Syndromen: die schweren Bewusstseinsstörungen, die Aphasien, die Apraxien, die Agnosien und die Amnesien.

## Die neurologischen Erkrankungen
Folgende Erkrankungsgruppen sind Gegenstand der Neurologie und werden von ihr behandelt und erforscht:
- Gefäßerkrankungen: hierzu zählen insbesondere der ischämische Hirninfarkt und die verschiedenen Formen der Hirnblutungen.
- Basalganglienerkrankungen: hierzu zählt vor allem die Parkinson-Krankheit.
- Nervenverletzungen: in Zusammenarbeiten mit Neurochirurgen und Unfallchirurgen werden alle Formen von Nervenverletzungen behandelt.
- Neubildungen: Tumoren von Gehirn, Rückenmark und peripheren Nerven.
- Bandscheibenerkrankungen: alle Formen der mechanischen Nervenwurzelreizungen, die nicht oder nicht sofort operiert werden müssen, werden von Neurologen behandelt.
- Anfallsleiden: hierzu gehört die Behandlung der epileptischen und nichtepileptischen Anfallsleiden.
- Entzündliche Erkrankungen des Zentralnervensystems: hierzu zählen die vornehmlich bakteriellen und viralen Infektionen von Hirn- und Rückenmarksgewebe und -häuten.
- Entmarkungskrankheiten: hierzu zählt in erster Linie die Multiple Sklerose.
- Primär degenerative Erkrankungen: hierzu zählen die Demenzen, die sog. Motoneuronerkrankungen (amyotrophe Lateralsklerose, spinale Muskelatrophien) und die degenerativen Kleinhirnerkrankungen (die hereditären Ataxien).
- Dysraphische Störungen (die sog. Verschlusskrankheiten) und Fehlbildungskrankheiten (Phakomatosen).
- Erkrankungen des peripheren Nervensystems: z. B. Polyneuropathien.
- Muskelerkrankungen: die Muskeldystrophien, die Myotonien und die entzündlichen Muskelerkrankungen, die Myositiden.
- Störungen der neuromuskulären Übertragung: in erster Linie die Myasthenie.
- Kopf- und Gesichtsschmerzen: hier vor allem die Migräne.

## Neurologische Untersuchungstechniken
Nach wie vor basiert die Neurologie auf konventioneller klinischer Diagnostik. Dabei gilt die sogenannte neurologisch-topische Diagnostik als Ideal: allein aufgrund des Berichtes des Patienten über seine Beschwerden (Anamnese) und eine körperliche Untersuchung ohne technische Hilfsmittel soll der genaue Schädigungsort im Nervensystem angegeben werden. Dies erfordert eine genaue Befragung des Patienten und seiner Angehörigen, große Erfahrung in der klinischen Untersuchung von Patienten und sehr genaue theoretische Kenntnisse zur Krankheitslehre und Aufbau und Funktion des Nervensystems. Auf diese Weise können mehr als 90 % aller relevanten Diagnosen in der Neurologie gestellt werden.

### Anamneseerhebung in der Neurologie
Die Besonderheiten der Anamneseerhebung in der Neurologie ergeben sich aus der Natur der neurologischen Erkrankungen. Bei manchen Erkrankungen liegt der Beginn lange zurück, so dass die Patienten daran keine genaue Erinnerung haben. Dann finden die Patienten häufig nicht die richtigen Worte für die Phänomene, die den Neurologen interessieren. So wird manchmal eine Lähmung mit einer Sensibilitätsstörung verwechselt, eine Koordinationsstörung wird wie eine Lähmung beschrieben und manchmal werden Kopf- und Gesichtsschmerzen verwechselt usw. In solchen Fällen muss der Arzt die Anamnese der Patienten strukturieren. Das heißt, man muss eine Vorstellung von den Beschwerden haben, die der Patient haben könnte und dann genau erfragen, welche Störung vorliegt und die gebildete Hypothese, die Beschreibung des Patienten und die eigene Anschauung und der Befund der körperlichen Untersuchung in Übereinstimmung gebracht werden. Da dies häufig nicht bei dem ersten Gespräch möglich ist, braucht die Neurologie Zeit. Es lohnt sich, Patienten immer wieder nach ihren Beschwerden zu befragen und Angehörige hinzuzuziehen, um das Bild von der Störung des Patienten zu vervollständigen.
Manche Anamnesen können vollständig strukturiert werden. Hierzu gehört zum Beispiel die Befragung der Patienten mit Kopfschmerzen und Anfallsleiden. Die neurologische Anamnese dieser Erkrankungen umfasst bei der Epilepsie folgende Aspekte: Beginn der Erkrankung, Vorkommen von Fieberkrämpfen in der Kindheit, Anzahl der Anfälle pro Zeiteinheit (Woche, Monat), tageszeitliche Bindung (Vorkommen zu bestimmten Tageszeiten), auslösende Faktoren, spüren die Patienten, wenn ein Anfall kommt (Aura), wie lange dauert der Anfall, sind die Patienten bewusstlos, kommen Zungenbiss (an der Spitze der Zunge oder seitlich an der Zunge) vor, wird eingekotet oder eingenässt, führt der Anfall zu Stürzen, bei denen sich die Patienten verletzen, gibt es nach dem Anfall besondere Beschwerden (anhaltende Verwirrtheit, Sprachstörung oder ähnliches), wenn Zeugen den Anfall beobachtet haben, können sie die motorischen Entäußerungen beschreiben, sind die Augen bei dem Anfall geöffnet oder geschlossen, wie fallen die Patienten hin, welche Medikamente in welcher Dosis wurden bisher verordnet, haben sie die Anfälle wirksam unterdrückt, wurden Medikamente regelmäßig eingenommen, wurden Medikamentenspiegel bestimmt? Bei den Kopf- und Gesichtschmerzen strukturiert man die Befragung ähnlich, fügt aber noch besondere Fragen zum Schmerzcharakter hinzu.
Abschließend ist zu sagen, dass eine Anamneseerhebung sich immer an den Beschwerden des Patienten und an der vermuteten Erkrankung orientiert. Einen Patienten mit der Erstmanifestation einer entzündlichen Erkrankung des zentralen Nervensystems befragt man anders als einen Patienten mit einer Parkinson-Krankheit. Manchmal sind Fremdanamnesen die einzigen Informationen, die man in einer Notfallsituation erhält. Manche Patienten können überhaupt keine Angaben zu ihrer Erkrankung machen (kleine Kinder, Tiere in der Tierneurologie). Solche Situationen sind immer eine besondere Herausforderung.

### Die körperliche Untersuchung in der Neurologie
Eine vollständige klinisch-neurologische Untersuchung ist zeitaufwendig. Sie erfordert vom Patienten Geduld und aktive Mitarbeit.

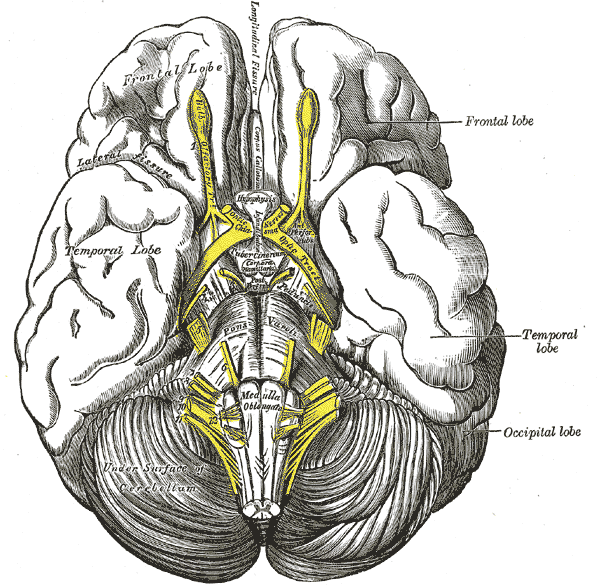
Hirnnerven in ihrem Verlauf an der Schädelbasis

Hirnnervenfunktion: Es gibt zwölf Hirnnervenpaare. Die Funktion jedes Hirnnerven kann in einer neurologischen Untersuchung geprüft werden. Da dies sehr aufwändig ist, werden Hirnnerven meist nur „orientierend“ untersucht. Das heißt, man macht eine unvollständige Untersuchung unter der Annahme, dass wahrscheinlich alles in Ordnung ist. Wenn jedoch eine Hirnnervenstörung vermutet wird, muss im Zweifelsfall jede einzelne Funktion genau geprüft werden. Die ersten beiden Hirnnerven sind der Nervus olfactorius für den Geruchssinn und der Nervus opticus für den Sehsinn. Das Riechen wird mit Riechstoffen geprüft (z. B. mit Kaffeepulver) und das Gesichtsfeld mittels der sogenannten Fingerperimetrie. Die Hirnnerven III, IV und VI steuern die Bewegungen der Augen (Bewegung eines Fingers des Arztes verfolgen). Der fünfte Hirnnerv ist der Nervus trigeminus. Er versorgt sensibel das Gesicht und motorisch die Kaumuskulatur. Der Nervus facialis ist der siebte Hirnnerv. Er versorgt motorisch die mimische Muskulatur. Der achte Hirnnerv ist für Gehör- und Gleichgewichtsorgan zuständig. Hier kommt der Stimmgabeltest zur Anwendung. Den Gleichgewichtssinn prüft man sinnvollerweise nur, wenn er gestört ist. Die Patienten haben dann ein Schwindelgefühl. Zu diesem Zweck gibt es spezielle Methoden, mit denen man Schwindel provozieren kann. Der neunte Hirnnerv ist der Nervus glossopharyngeus. Er hilft beim Schlucken und vermittelt auch den Geschmack im hinteren Zungendrittel (dort schmeckt man bitter). Der zehnte Hirnnerv ist der Nervus vagus, er vermittelt die vegetative parasympathische Innervation der inneren Organe. Er versorgt sensorisch außerdem die Ohrmuschel und motorisch das Gaumensegel. Der elfte Hirnnerv steuert einen Teil der Nackenmuskulatur und der zwölfte Hirnnerv (Nervus hypoglossus) bewegt die Zunge.
Motorik: Die Motorik wird in verschiedenen Aspekten untersucht. Es kann mit verschiedenen Methoden die Kraft jeder Muskelgruppe und teilweise auch die von vielen einzelnen Muskeln geprüft werden. Zur Prinziperläuterung ein Beispiel: Die Bewegung der Hand wird durch drei verschiedene Nerven ermöglicht: Nervus radialis, Nervus ulnaris und Nervus medianus. Der Ausfall eines der drei Nerven führt zu charakteristischen Veränderungen: Störungen der Sensibilität, Beeinträchtigung der Kraft, langfristig eine Verschmächtigung der Muskulatur (Muskelatrophie) und Abschwächung der jeweiligen Reflexe. Im Falle des Nervus medianus (etwa durch eine Verletzung im Bereich des Ellenbogens), kann die Funktion des Nerven beeinträchtigt werden. Da der Medianus die Beugemuskulatur für Daumen, Zeige- und Mittelfinger versorgt, wird die Hand des Patienten beim Faustschluss keine volle Kraft entwickeln können. Das Öffnen des Drehverschlusses einer Flasche mit der betreffenden Hand ist nicht möglich. Die Muskulatur des Daumenballens wird mit der Zeit zurückgebildet.
Reflexe: Bei einer neurologischen Untersuchung können etwa zehn so genannte Muskeldehnungsreflexe geprüft werden. An dieser Stelle wird zur Erläuterung nur ein einziger dieser Reflexe kurz erklärt werden. Allgemein bekannt ist der Patellarsehnenreflex: Man schlägt mit einem Reflexhammer leicht auf die Sehne, die unterhalb der Kniescheibe zur vorderen Seite des Schienbeins führt. Vorausgesetzt das zu untersuchende Bein ist so gelagert, dass der Unterschenkel frei schwingen kann, wird die Auslösung des Reflexes dazu führen, dass das Bein im Knie gestreckt wird: Der Unterschenkel schwingt nach vorne (das ist die Reflexantwort). Das Prinzip ist dabei, dass durch den Schlag auf die Sehne der dazugehörige Muskel (Musculus quadriceps femoris) kurz gedehnt wird. Die den Muskel versorgenden Nerven treten im Bereich der Lendenwirbelsäule (L3, 4) aus dem Rückenmarkskanal. Über einen Reflexbogen wird die Reflexantwort eingeleitet. Wenn nun aufgrund einer Gewebsveränderung im Bereich der Nervenaustrittsstellen der entsprechenden Lendenwirbelkörper Teile der Bandscheiben auf die Nervenwurzeln drücken, so hat dies außer den Schmerzen eine Funktionseinschränkung zur Folge. Der Muskel wird nicht mehr richtig innerviert und führt somit zu einer Schwäche der Streckung des Beines. Außerdem wird die Reflexantwort so beeinträchtigt, dass sie abgeschwächt im Seitenvergleich mit der gesunden Seite ist. Der abgeschwächte Reflex zeigt die sogenannte „periphere“ Lähmung an. Der Ort der Läsion sitzt nicht im Zentralnervensystem (Gehirn oder Rückenmark), sondern im peripheren Nervensystem, hier im Bereich der Nervenwurzel.
Sensibilität: Es gibt vier verschiedene sensible Qualitäten: Tast- und Berührungsempfinden, Druckempfinden, Lage der Extremitäten sowie Schmerz- und Temperaturempfinden. Die Oberfläche des menschlichen Körpers kann bezogen auf die Sensibilität in abgegrenzte Areale aufgeteilt werden. Dabei sieht diese Aufteilung der Oberfläche des Körpers in sensible Areale (Dermatome) jeweils anders aus, je nachdem ob eine Nervenwurzel oder ein Nerv im weiteren Verlauf geschädigt ist. Bei einer Schädigung des Nervus medianus erleidet man ein Taubheitsgefühl im Bereich der Innenhand zwischen Daumen und Zeigefinger (Medianusversorgungsgebiet). Wenn die Bandscheibe zwischen dem dritten und vierten Lendenwirbelkörper auf die jeweilige Nervenwurzel drückt, erleidet man ein Taubheitsgefühl in dem entsprechenden Versorgungsgebiet, das von der Außenseite des Oberschenkels auf die Innenseite des Unterschenkels reicht.
Koordination: Störungen der Koordination von Bewegungen können verschiedene Ursachen haben. Bei einer Funktionsstörung des Kleinhirns kann es zu einer sogenannten Ataxie kommen. Eine solche Bewegungsstörung verursacht einen über das Ziel hinausschießenden Bewegungsablauf. Man prüft dies zum Beispiel mittels Zeigeversuch (mit geschlossenen Augen den Zeigefinger in großem Bogen auf die Nasenspitze aufsetzen). Auch bei Sensibilitätsstörungen kommt es zu Beeinträchtigungen des Bewegungsablaufes. Alkoholismus und Diabetes sind häufige Ursachen einer sensiblen Neuropathie, bei der es zu Störungen der peripheren Nervenfunktion, bevorzugt in den unteren Extremitäten mit Taubheitsgefühl, kommt. Da die Patienten den Boden nicht richtig spüren, gehen sie unsicher und breitbasig (Seemannsgang).
Muskeltonus: Manche Erkrankungen (Multiple Sklerose, Morbus Parkinson) verursachen typische Veränderungen der Tonisierung der Muskulatur. Normalerweise lassen sich Gliedmaßen passiv ohne Widerstand bewegen, wenn die Patienten sich entspannen. Menschen mit einer Multiplen Sklerose zeigen häufig eine spastische Gangstörung (der Gang sieht staksig und ungelenk aus) und man kann den erhöhten Muskeltonus in den Beinen spüren, indem man das entspannte Bein des Patienten im Knie beugt und streckt. Dabei spürt man eine plötzliche Widerstandserhöhung bei der Bewegung, die nachlässt, wenn man die Kraftwirkung zurücknimmt. Ähnliches gilt für den sogenannten Rigor der Muskulatur bei der Parkinsonkrankheit. Ein für diese Erkrankung in diesem Zusammenhang charakteristisches Zeichen ist das sog. Zahnradphänomen.
Meningismus: Die Nackensteifigkeit kommt durch eine Reizung der Hirnhäute zustande und zeigt sich vor allem in einer Schonhaltung der Patienten. Getestet wird dies durch verschiedene Manöver, die die Hirnhäute leicht dehnen (z. B. Vorbeugen des Kopfes). Allerdings ist die Untersuchung für Patienten mit einer Meningitis sehr schmerzhaft.

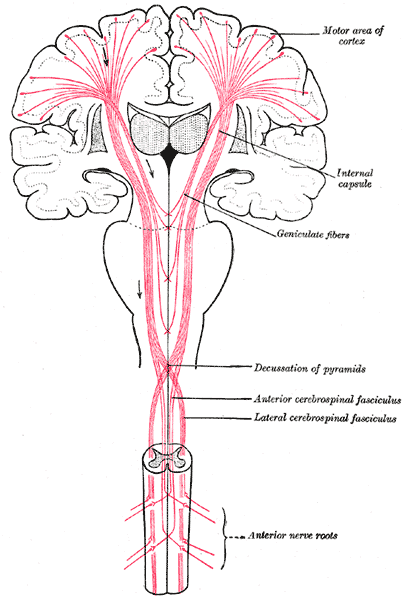
Pyramidenbahn

Pyramidenbahnzeichen: Die Pyramidenbahn besteht aus einem Bündel von Nervenzellfortsätzen, die von Stirnhirn bis zu den ersten Umschaltstellen im Rückenmark ununterbrochen durchlaufen. Diese Zellen sind so etwas wie ein Schrittmacher der willkürlichen Bewegungen. Der Name Pyramidenbahn stammt von einer Struktur im Hirnstamm (der pyramis), durch die die Pyramidenbahn hindurchläuft. Wenn dieses Nervenbündel an irgendeiner Stelle unterbrochen wird, kommt es zu einem typischen Funktionsausfall: einer spastischen Lähmung (Kraftminderung mit Muskeltonuserhöhung). Die Ursachen können völlig unterschiedlich sein: Eine Verletzung der Wirbelsäule und des Rückenmarkes, eine Durchblutungsstörung im Hirnstamm, eine Hirnblutung im Bereich der sogenannten Kapsel oder ein Tumor in der Großhirnrinde an der entsprechenden Stelle. Neben der Lähmung und der Muskeltonuserhöhung finden sich dann häufig sogenannte Pyramidenbahnzeichen. Man meint damit in erster Linie das Anheben (Dorsalextension) der großen Zehe beim Bestreichen der Fußsohle an ihrem Außenrand (Babinski-Reflex).
Weitere Untersuchungsverfahren: Bei verschiedenen Erkrankungen werden besondere Untersuchungen durchgeführt. So kann man mit bestimmten Verfahren die Schweiß-Sekretion prüfen oder die Anpassung von Blutdruck und Puls bei Belastung. Nach Schlaganfällen prüft man die motorischen Funktionen der Sprache, wenn eine Dysarthrie vorliegt oder die grammatischen Funktionen der Sprache im Falle einer Aphasie. Störungen komplexer Bewegungsabläufe ohne Beeinträchtigung von Kraft und Empfinden nennen wir Apraxien (ein Beispiel wäre das Anziehen einer Jacke). Manche Patienten bemerken nach einem Schlaganfall ihr neu entstandenes Defizit nicht (Anosognosie). Manchmal tritt nach einem Schlaganfall ein Gesichtsfeldausfall ein, den die Patienten nicht bemerken. Das Nichtbemerken dieser Störung wird Neglect genannt. Für diese Phänomene gibt es besondere Untersuchungsverfahren. Ein weiteres besonderes Gebiet ist die neurologische Untersuchung von bewusstseinsgestörten Patienten und kleinen Kindern.
Zusammenfassend kann gesagt werden, dass die Untersuchungsmethoden, die hier kurz vorgestellt wurden und von denen nur eine unvollständige Auswahl gegeben werden konnte, für das Erkennen neurologischer Erkrankungen unersetzlich sind. Kein technisches Verfahren kann an die Stelle einer aufmerksamen Beobachtung und eines einfühlsamen Gesprächs sowie der vielen verschiedenen Manöver und Prüfungen treten. Das Ziel aller dieser Maßnahmen ist eine Diagnose und damit die Bestimmung, welche neurologische Erkrankung vorliegt.

### Technische Untersuchungsverfahren in der Neurologie
Die technischen Untersuchungsverfahren in der Neurologie sind sehr vielgestaltig.
Durch die Untersuchung biologischen Materials wie Blut (Laborwerte), Nervenwasser (Liquordiagnostik), Gewebeproben von Nerven und Muskeln sowie Genanalysen können eine Reihe von Krankheiten diagnostiziert werden.
Eine weitere Gruppe von Untersuchungsverfahren ist die Messung elektrischer Phänomene, wie die der Hirnströme (Elektroenzephalographie (EEG), Evozierte Potentiale), der Muskelfunktionen (Elektromyografie, EMG), der elektrischen Funktionen der Nerven (Nervenleitgeschwindigkeit durch Elektroneurographie, ENG) und die transkranielle Magnetstimulation.
Die hirnversorgenden Gefäße können mittels Ultraschall (extrakranielle und transkranielle Doppler- und Duplexuntersuchungen) und invasiver Verfahren (z. B. Angiografie) untersucht werden.
Bildgebende Verfahren zur Darstellung des Gehirns und Rückenmarks sind Computertomografie (CT), Magnetresonanztomografie (MRT) sowie die sogenannten funktionellen bildgebenden Verfahren: Positronen-Emissionstomografie (PET), Single Photon Emission Computed Tomography (SPECT), Funktionelle Magnetresonanztomografie (fMRT) und Magnetoenzephalographie (MEG).

### Die klinische Methode und die klinische Realität
Die Hinweise auf Fehler in der Anwendung der klinischen Methode sollten die Tatsache zum Ausdruck bringen, dass im klinischen Alltag manchmal nicht nach der klinischen Methode gearbeitet wird. Die meisten Lehrbuchautoren stimmen der Überzeugung zu, dass technische Untersuchungen die klinische Methode nicht ersetzen dürfen. Zudem gilt, dass die Durchführung technischer Untersuchungen die Funktion erfüllen soll, klinische Hypothesen zu prüfen. Kurz gesagt soll eine Computertomographie nicht die klinische Diagnostik ersetzen. Immer dann, wenn bei einem diagnostischen Vorgehen diese Grundregeln verletzt werden, ist das Risiko groß, Fehler zu machen oder überhaupt keine Diagnose stellen zu können. Bevor nun in einem besonderen Kapitel die neurologischen Erkrankungen skizziert werden, muss der Gang der klinischen Methode in der Neurologie um einen weiteren Schritt ergänzt werden. Dabei handelt es sich darum, alle Kenntnisse, die bislang gewonnen wurden, syndromal zu formulieren. Konkret heißt dies: Lassen die Daten (Anamnese, Befund und neurophysiologische Überlegungen) es zu, die Beschwerden eines Patienten einem der bekannten neurologischen Syndrome zuzuordnen? Diese Frage ist der notwendige letzte Schritt, bevor eine neurologische Diagnose gestellt werden kann und soll im nächsten Abschnitt näher erläutert werden.

## Therapieprinzipien der Neurologie
Die Neurologie galt viele Jahre als eine Disziplin, in der sehr aufwändige diagnostische Verfahren angewandt wurden, aber nur wenige therapeutische Möglichkeiten bestanden. Dies hat sich in den letzten Jahren grundlegend gewandelt: Viele neurologische Erkrankungen sind heute weitaus besser behandelbar als noch vor wenigen Jahrzehnten. Entscheidend für die Verbesserung der Versorgung von Schlaganfallpatienten ist z. B. die nunmehr zur Routine gewordene bildgebende Diagnostik, die eine Unterscheidung zwischen ischämischen Hirninfarkten und Hirnblutungen erlaubt. Zur Behandlung der Parkinsonkrankheit stehen heute verschiedene Medikamentengruppen zur Verfügung.
Bei der Behandlung der Anfallsleiden kann in vielen Fällen eine Anfallsfreiheit erreicht werden. Die infektiös-entzündlichen Erkrankungen des Nervensystems sind bei frühzeitiger Diagnostik fast alle vollständig heilbar. Die Multiple Sklerose ist weiterhin nicht heilbar, seit der Einführung der Interferone sind die Verläufe aber besser beeinflussbar geworden. Bei den meisten degenerativen Erkrankungen des Nervensystems, den Fehlbildungen und angeborenen Muskelerkrankungen sind die Behandlungsmöglichkeiten weiterhin sehr begrenzt.

## Die klinische Methode in der Neurologie

### Der Patient als Richtschnur
Lehrbücher der Neurologie betonen die besondere Bedeutung der klinischen Untersuchung des Patienten. Die genaue Befragung des Patienten und die an den Beschwerden orientierte körperliche Untersuchung sind in der Neurologie überaus wichtig. Im Laufe dieser Untersuchung bildet der Arzt Hypothesen über die Art der Erkrankung seines Patienten. Hierbei leitet ihn das Wissen um die Funktionsweise des Nervensystems (Neuroanatomie, Neurophysiologie), das Wissen um die verschiedenen neurologischen Erkrankungen und seine Erfahrung, der sogenannte klinische Blick für typische Kombinationen von Beschwerden und Zeichen bei bestimmten Erkrankungen. Aufgrund dieser Erhebungen stellt er eine Hypothese darüber auf, welche Region des Nervensystems geschädigt sein könnte (Schädigungsort im Sinne einer neurologisch-topischen Diagnostik). Dann veranlasst er eine gezielte Untersuchung, die möglichst die gebildeten Hypothesen zum Schädigungsort bestätigen oder widerlegen sollte. Die folgenden Fallbeispiele werden diese Vorgehensweise verdeutlichen.

#### Fallbeispiel I: Normaldruckhydrozephalus

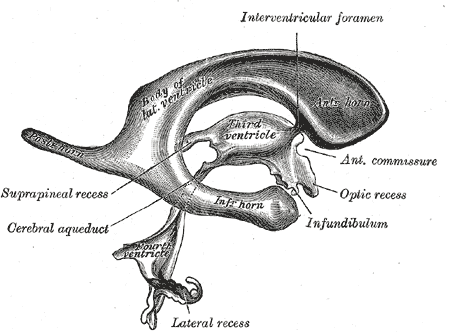
Ventrikelsystem

Ein 71 Jahre alter männlicher Patient wird von den Angehörigen in die neurologische Sprechstunde gebracht. Man berichtet, der Großvater sei in letzter Zeit wiederholt gestürzt, habe sich aber nicht verletzt, außerdem sei er vergesslich geworden und man habe festgestellt, dass er Probleme beim Wasserlassen habe. Auf gezieltes Nachfragen berichten die Angehörigen, dass die Beschwerden mit der Zeit kamen und das Ganze sich schon mindestens zwei Jahre hinzieht. Dann wird der Patient körperlich untersucht. Der Neurologe fordert den Patienten auf, durch das Zimmer zu gehen: Er zeigt ein schwerfälliges Gangbild und hebt beim Laufen die Füße nur wenig an. Die Arbeitshypothese lautet nun: eine Demenz mit Blasenentleerungsstörung und sogenanntem „magnetischem“ Gang, die seit etwa zwei Jahren besteht und mit Zunahme der Beschwerden einherging, könnte ihre Ursache in einem sich langsam entwickelten Hydrozephalus haben. Zunächst wird eine CCT des Schädels durchgeführt. Man erwartet aufgrund des vermuteten Hydrozephalus sogenannte ballonierte Seitenventrikel mit einer randständigen und bevorzugt frontalen Hypodensität. Da das CCT diesen Befund zeigt, wird eine therapeutisch-diagnostische Maßnahme durchgeführt: beim sog. Fisher-Test wird mittels einer Lumbalpunktion probeweise ca. 30 bis 40 ml Nervenwasser entnommen. Diese Maßnahme sollte die Beschwerden bessern. Beim Test zeigt sich kein erhöhter Liquordruck. Etwa 10 Minuten nach der Lumbalpunktion zeigt der Patient ein gebessertes Gangbild. Seine Gedächtnisstörung wird unbeeinflusst bleiben und die Harninkontinenz wird sich später am ehesten verbessern. Der Patient wird mit der Diagnose eines Normaldruckhydrozephalus zum Neurochirurgen überwiesen zur Implantation eines ventrikulo-peritonealen Shuntsystems zum Zweck der dauerhaften Ableitung überschüssigen Nervenwassers.

#### Fallbeispiel II: Hirntumor

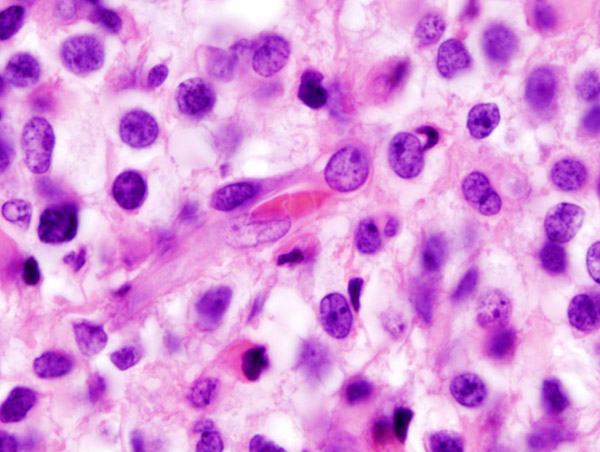
Gewebebild eines anaplastischen Oligodendroglioms

Ein 32 Jahre alter Mann wird in die Notaufnahme eines Krankenhauses gebracht, nachdem Kollegen den Patienten bewusstlos und mit einer Kopfplatzwunde am Boden liegend aufgefunden hatten. Das Zustandekommen des mutmaßlichen Sturzes und ob es zu Zuckungen oder ähnlichem gekommen ist, wurde nicht beobachtet. Dem Patienten selbst fehlt jede Erinnerung. In benommenem Zustand wird er zunächst in der Poliklinik von einem Unfallchirurgen versorgt. Dabei beklagt der Patient eine Schwäche des rechten Armes und erklärt, das sei neu. Nach der Versorgung der Kopfplatzwunde wird der Patient dem Neurologen vorgestellt, der ein Absinken im Armhalteversuch rechts feststellt. Der Neurologe zieht nun unter anderem in Betracht, dass der Patient einen Sturz im Rahmen eines generalisierten epileptischen Anfalls erlitten haben könnte, wobei die Parese auch als sogenannte Toddsche Lähmung interpretiert werden könnte. Die durchgeführte CCT-Untersuchung zeigt eine links hochparietale runde Hypodensität. Nachdem eine neurologisch-internistische Abklärung der Gefäßrisikofaktoren negative Ergebnisse erbracht hatte und im MRT entsprechend verdächtige Strukturen gesehen worden waren, erfolgte zur Bestätigung der Verdachtsdiagnose eines Hirntumors eine Hirnbiopsie, mittels derer die Diagnose eines Astrozytoms gestellt werden kann.

#### Fallbeispiel III: Hirnstamminfarkt

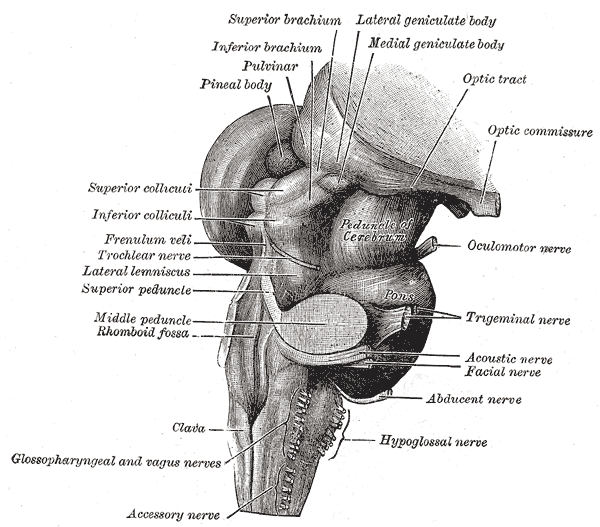
Hirnstamm und Teile des Zwischenhirns

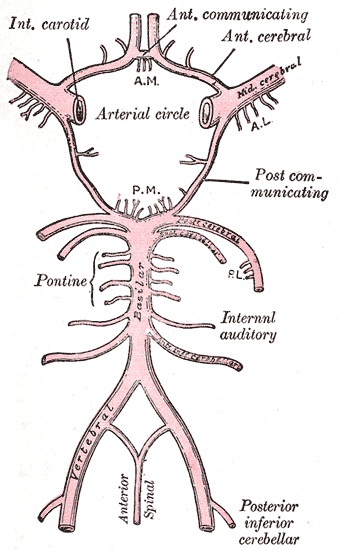
Hirnversorgende Arterien

Eine 62 Jahre alte Frau wird mit einer plötzlich aufgetretenen Gangunsicherheit in die Notaufnahme gebracht. Sie klagt außerdem über eine neu aufgetretene „Heiserkeit“. Die Patientin ist Diabetikerin und leidet an Bluthochdruck. Sie berichtet, sie habe sich vor ziemlich genau einer Stunde ihr Insulin gespritzt, ihre Blutdruckmedikamente eingenommen und danach sei es ihr merkwürdig gewesen und sie sei beim Aufstehen gestürzt. Angehörige brachten sie dann sogleich in die Notaufnahme. Eine Gangprüfung zeigt, dass die Patientin nur mit Hilfe stehen kann, obgleich ihre Kraft in den Beinen unbeeinträchtigt ist. Die Inspektion zeigt, dass ihr rechtes Oberlid leicht herabhängt. Als der Neurologe ihr einen Spiegel vorhält, erkennt sie, dass ihr rechtes Auge „schief“ ist. Die Untersuchung zeigt ein aufgehobenes Temperaturempfinden im Bereich des linken Armes. Eine CCT des Gehirnschädels zeigt keine auffälligen Veränderungen. Bei einer Dopplersonographie der extrakraniellen hirnversorgenden Gefäße lässt sich die Vertebralarterie rechts nicht darstellen. Die Verdachtsdiagnose lautet Wallenberg-Syndrom infolge eines Hirninfarkts der dorsolateralen Medulla oblongata im Versorgungsgebiet der Arteria cerebelli inferior posterior rechts aufgrund eines Verschlusses der Vertebralarterie rechts.

#### Fallbeispiel IV: Meningitis

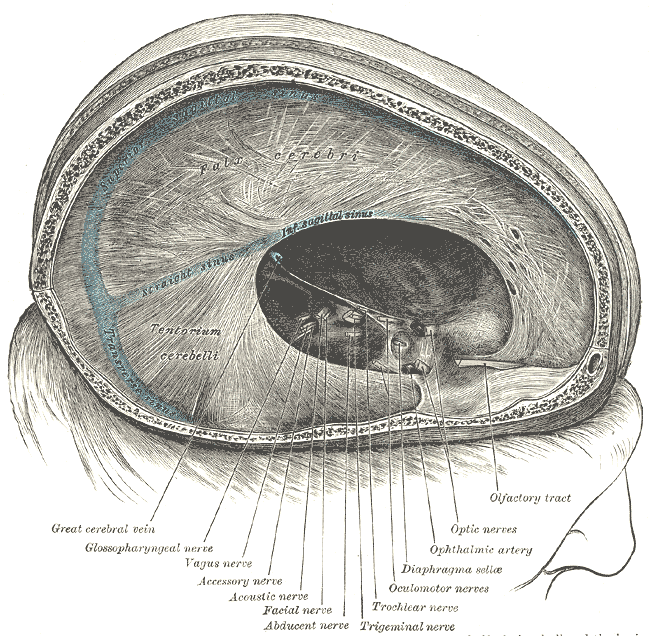
Harte Hirnhaut (Dura mater)

Ein 24 Jahre alter Mann wird in die Notaufnahme des Krankenhauses gebracht. Der Vater des Patienten berichtet, sein Sohn sei Zeitsoldat und auf Urlaub zu Hause. Am Mittag des Aufnahmetages hat er geklagt, dass es ihm schlecht ginge. Er klagt zunehmend über immer stärkere Kopfschmerzen und beginnt zu frieren. Da er nicht mehr richtig auf Ansprache reagiert, wird er in das nahe gelegene Krankenhaus gebracht. Der junge Mann macht einen schwer kranken Eindruck, er kann nicht stehen und antwortet nur mühsam auf Fragen und zittert stark. Eine rektale Temperaturmessung ergibt 39, 4 °C. Der Neurologe führt eine körperliche Untersuchung durch: er fasst den Kopf des Patienten mit beiden Händen und bewegt ihn langsam nach rechts und links. Schon diese Bewegung bereitet dem Patienten, der mit angezogenen Beinen und leicht nach hinten gebogenem Kopf im Bett liegt, deutliche Schmerzen. Aufgrund dieser Befunde: Fieber, Kopfschmerzen, Bewusstseinstrübung, Nackensteifigkeit und der Anamnese (der Patient ist Soldat) wird die Verdachtsdiagnose einer Meningokokken-Meningitis gestellt und entsprechende Hygienemaßnahmen für das Personal angeordnet. Bereits aufgrund des Verdachts einer Meningitis wird sofort eine intravenöse Antibiose begonnen. Nach Ausschluss von Hirndruck, vorzugsweise durch Darstellung einer freien Cisterna ambiens mittels nativ-CCT, ersatzweise durch Betrachtung des Augenhintergrundes, erfolgt eine Lumbalpunktion zur Diagnosesicherung und Optimierung der Therapie.

### Das stufenweise Vorgehen zur Diagnosestellung in der Neurologie
Anhand der Beispiele kann man die verschiedenen Stufen in der neurologischen Herangehensweise an klinische Fragestellungen sehen.

#### Erster Schritt: Anamnese, klinische Symptome, klinische Zeichen, technische Befunde
Bei der Anamnese ist die Zeitdimension wichtig (s. a. Krankheitsverlauf):
- Perakut beim Krampfanfall, der Patient stürzt aus voller Gesundheit.
- Akut beim ischämischen (durch verminderte Durchblutung) Hirninfarkt, innerhalb weniger Minuten stellen sich die Gangunsicherheit und die Heiserkeit ein.
- Subakut bei der Meningitis, innerhalb von Stunden entwickelt sich ein äußerst schweres Krankheitsbild.
- Chronisch beim Normaldruckhydrozephalus, die Beschwerden entwickeln sich über Monate oder Jahre schleichend.

Wenn aufgrund der Anamnese eine erste Hypothese gemacht wurde, vergewissert man sich noch einmal über einige Details:
- Der Patient mit der Kopfplatzwunde ist für einen ischämischen Hirninfarkt zu jung.
- Die ältere Frau mit der Standunfähigkeit hat Gefäßrisikofaktoren.
- Der fiebrige junge Mann mit den heftigen Kopfschmerzen ist Soldat (bei 20 % aller Soldaten findet man in Nasen-Rachenabstrichen Meningokokken).

Dann werden gezielte körperliche Untersuchungen durchgeführt:
- Der Armhalteversuch bei dem jungen Mann mit dem Krampfanfall.
- Die Testung der Temperatursensibilität bei der alten Frau mit Standunfähigkeit, Heiserkeit und schiefem Auge (man hält einfach den Metallgriff vom Reflexhammer unter das kalte Wasser des Waschbeckens und gibt ihn der Patientin zunächst in die linke und dann in die rechte Hand, die Patienten merken sofort den Unterschied).
- Die sehr vorsichtige Drehung des Kopfes bei dem Meningitispatient.
- Die Gangprüfung bei dem alten Mann: „Gehen Sie bitte durch das Zimmer.“

Weitergehende Untersuchungen:
- Der CCT-Befund bei dem jungen Mann ist nur an der Oberfläche zweideutig: eine runde Hypodensität spricht immer für einen Tumor. Irritierend ist in diesem Fall, dass der Patient gesagt hat, die Armlähmung käme plötzlich.
- Der unauffällige CCT-Befund ist insofern ungewöhnlich, als bei den vorliegenden Risikofaktoren häufig asymptomatische ältere Läsionen an verschiedenen Stellen des Gehirns zu finden sind. Die aktuelle im Bereich des Hirnstamms zu vermutende Läsion ist im CCT jedoch meist nicht sichtbar.
- Im Falle des jungen Mannes mit der Meningitis braucht man unbedingt eine Liquorkultur zum Erregernachweis. Die Entscheidung über Diagnose und Therapie trifft man aber ohne jede technische Diagnostik (außer Fiebermessen).
- Der CCT-Befund bei dem alten Mann mit dem „magnetischen“ Gang ist eine gute Unterstützung für die Anfangshypothese, aber zu unspezifisch.

Diese systematische Vorgehensweise erleichtert eine neurologische Untersuchung.

#### Zweiter Schritt: Interpretation der gewonnenen Daten in physiologischen und anatomischen Begriffen
Der junge Mann mit der Kopfplatzwunde hat eine Armlähmung. Anhand der Reflexprüfung kann man feststellen, ob die Lähmung zentral oder peripher ist: Wenn die Muskeldehnungs-Reflexe im rechten Arm abgeschwächt sind, spricht dies für eine Schädigung im Verlauf der Nerven außerhalb des Rückenmarkskanales (periphere Läsion). Wenn die Reflexe betont sind, dann spricht dies für eine Schädigung im Bereich von Rückenmark oder Gehirn (zentrale Läsion).
Die alte Dame mit der Sprechstörung hat eine so genannte „gekreuzte“ Symptomatik: das herabhängende Oberlid rechts (ein Horner-Syndrom) und die Störung der Temperatursensibilität links. Eine „gekreuzte“ Symptomatik ist aufgrund anatomischer Verhältnisse typisch für den Hirnstamm. Die hintere kleine Kleinhirnarterie ist häufig betroffen.
Der zielführende Hinweis bei dem fiebrigen jungen Mann ist seine gekrümmte Haltung beim Liegen, die typisch für eine Reizung der Hirn- und Rückenmarkshäute ist. Wenn der Patient auch Fieber hat, ist es naheliegend, dass die Reizung der Hirnhäute eine (meist bakterielle) infektiöse Ursache hat. Die Tatsache, dass der junge Mann Soldat ist, untermauert die Vermutung, dass eine Meningokokken-Meningitis vorliegt.

#### Dritter Schritt: Syndromale Formulierung und anatomische Diagnose
Eine isolierte zentrale Armlähmung bei dem jungen Mann mit der Kopfplatzwunde ist eher ungewöhnlich. Wahrscheinlich hat der Neurologe den Patienten nicht sorgfältig untersucht und die diskrete, zentral bedingte Lähmung der mimischen Muskulatur (siehe Fazialislähmung) rechts und möglicherweise eine leichte aphasische Störung übersehen. Entscheidend ist aber, dass man schnell und sicher zum Ziel kommt. Die Kombination von erstmaligem Krampfanfall bei einem ca. 30 Jahre alten Mann und dem geschilderten CCT-Befund ist hochverdächtig auf ein Astrozytom.
Die alte Dame mit dem Hirnstamminfarkt ist ein Musterbeispiel für die so genannte topische Diagnostik in der Neurologie. Die Kombination eines Hornersyndroms mit einer kontralateralen Störung der Temperaturempfindlichkeit deutet immer auf den Hirnstamm und dort in den Bereich der Medulla oblongata. Entscheidend für das Verständnis der Störung ist, dass im Bereich des Hirnstamms einerseits Kerngebiete der Hirnnerven liegen und andererseits Bahnen für Motorik und Sensibilität. Die enge Nachbarschaft dieser Strukturen an dieser Stelle im Gehirn führt zu Störungen in weit entfernten Körperteilen, die von diesen Strukturen versorgt werden.
Der fiebrige junge Mann hat keine Läsion an einer bestimmten Stelle im Nervensystem, er hat eine Störung an einem ganzen Organsystem, nämlich den gesamten Hirnhäuten. Das bedingt auch die Schwere der Erkrankung und die große Gefahr für zahlreiche Komplikationen wie generalisierte Krampfanfälle, Koma und Atemlähmung.

#### Vierter Schritt: Pathologische oder ätiologische Diagnose
Bei dem jungen Mann mit der Kopfplatzwunde stellt der Neurologe eigentlich keine endgültige Diagnose. Die abschließende (pathologische oder ätiologische) Diagnose wird in diesem Fall von dem Pathologen aufgrund einer Hirnbiopsie gestellt. Die Aufgabe des Neurologen ist es, den Weg dorthin zu bahnen.
Die ätiologische Diagnose im Falle der älteren Dame ist vermutlich ein embolischer Verschluss einer Hirnarterie aufgrund von arteriosklerotischen Veränderungen in der vorgeschalteten Strombahn mit der Folge eines ischämischen Infarktes des durch das Gefäß ursprünglich versorgten Gehirnareals. Möglich wäre auch ein sogenannter Grenzzonen-Infarkt aufgrund einer durch Arteriosklerose verursachten Lumenminderung (Stenose) der vorgeschalteten Gefäße.
Die durch die Infektion und die Abwehrreaktion des Körpers freigesetzten Bakterien-Toxine sind im Falle einer Meningitis die Ursache für die dramatischen Krankheitsverläufe, die unbehandelt mit sehr hoher Wahrscheinlichkeit zum Tode führen.

#### Zusammenfassung aller Schritte: Die klinische Methode kurzgefasst

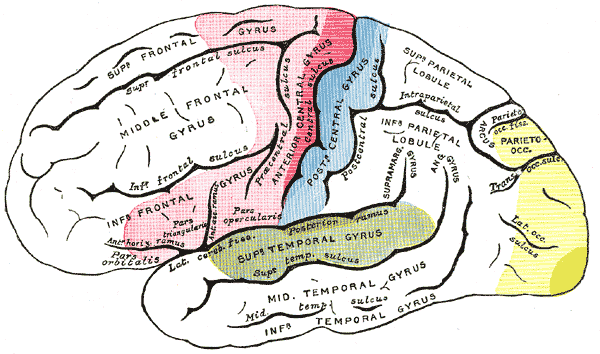
Motorischer Cortex (rot)

Anamnese: Ein Mann stellt sich in der Notaufnahme vor und erklärt, er habe seit etwa einer Stunde das Gefühl, in seinem Gesicht sei etwas nicht in Ordnung. Der Mann ist 65 Jahre alt, er ist Raucher und leidet an einem Bluthochdruck.
Körperliche Untersuchung: Der Neurologe bittet ihn, beide Augen fest zu schließen und die „Zähne zu zeigen“. Der Lidschluss ist beidseits vollständig, das Grimassieren des Mundes gelingt aber nur auf der rechten Seite.
Umformung der Befunde in neurophysiologische Termini:
Dieser Befund spricht für eine zentrale faziale Parese links.
Syndromale Formulierung im Sinne einer neurologisch topischen Diagnose:
Die Lokalisation der gestörten Hirnregion lässt sich weiter eingrenzen, indem der Neurologe den Patienten beide Arme mit geschlossenen Augen vor sich halten lässt: der linke Arm zeigt eine Einwärtsdrehung. Beide Beine sind in der neurologischen Untersuchung unauffällig. Der Neurologe vermutet den Ort der Läsion in der rechten Großhirnhemisphäre in der sogenannten Präzentralregion.
Ätiologische Diagnose:
Da der Patient Gefäßrisikofaktoren hat (Alter, Rauchen, Hypertonie) wird eine Durchblutungsstörung im Versorgungsgebiet der Arteria cerebri media rechts vermutet. Diese Vermutung kann durch bildgebende Untersuchungen des Gehirns und vor allem eine Gefäßdarstellung bestätigt oder widerlegt werden.
Die Behandlung erfolgt dann nach den Therapierichtlinien für Hirninfarktpatienten.

### Zusammenfassung der Diagnosestellung
Die klinische Methode in der Neurologie kann man folgendermaßen beschreiben: Es werden Daten durch Befragung des Patienten oder seiner Angehörigen über die Vorgeschichte sowie durch eine körperliche Untersuchung gesammelt. Diese Daten werden aufgrund physiologischer und anatomischer Kenntnisse interpretiert und eine Hypothese formuliert (anatomische Diagnose). Daraufhin werden gezielte technische Untersuchungen durchgeführt um die Hypothese zu bestätigen oder zu widerlegen. Dies führt zu einer abschließenden pathologischen oder ätiologischen Diagnose, die meistens auch einen genau definierten Namen hat. Auf der Grundlage geprüfter Erfahrungswerte aus klinischen Studien wird dann mit den Patienten eine Therapie vereinbart.
In älteren Lehrbüchern der Neurologie findet man zu diesem Hauptprinzip der Neurologie gelegentlich einfache Merksätze wie zum Beispiel „Das Prinzip der sechs W“ nach Mumenthaler:
- Wie kam es zur Erkrankung? (Anamnese)
- Was stellt man fest? (Befund)
- Wo sitzt die Läsion, die solche Symptome bewirken kann? (topische Diagnose)
- Warum erkrankt der Patient? (ätiologische Diagnose)
- Wohin führt der Krankheitsprozess? (Prognose)
- Womit behandelt man? (Therapie)

Spezifisch für die Neurologie ist die Frage nach dem Wo, die so genannte topische Diagnose. Obwohl dieses Prinzip auch etwa in der Diagnostik des Herzinfarktes eine Rolle spielt, ist sie doch ein prägendes Merkmal für die gesamte Neurologie. Diese Tatsache wird an weiteren ausgewählten (konstruierten) Fallbeispielen erläutert, in denen Fehler in der klinischen Methode dargestellt werden.

### Fehler in der Anwendung der klinischen Methode
Der Hauptfehler in der Anwendung der klinischen Methode besteht darin, sie nicht konsequent anzuwenden. Vor allem Anfänger, aber auch erfahrene Ärzte neigen dazu, in den Fällen, in denen sie nicht weiterwissen oder unsicher sind, technische Untersuchungen durchzuführen, in der Hoffnung, dadurch eine diagnostische Klärung herbeiführen zu können. Dieser Weg führt nicht selten in die Irre oder kostet unnötig Zeit und Geld und behindert sogar manchmal die Erstellung einer richtigen Diagnose. Um dies zu verdeutlichen, werden hier einige (teilweise gekürzte und konstruierte) Falldarstellungen angegeben, in denen die betreffenden Ärzte die klinische Methode nicht konsequent angewendet haben.

#### Fallbeispiel V: Ein Kind mit einem Anfallsstatus

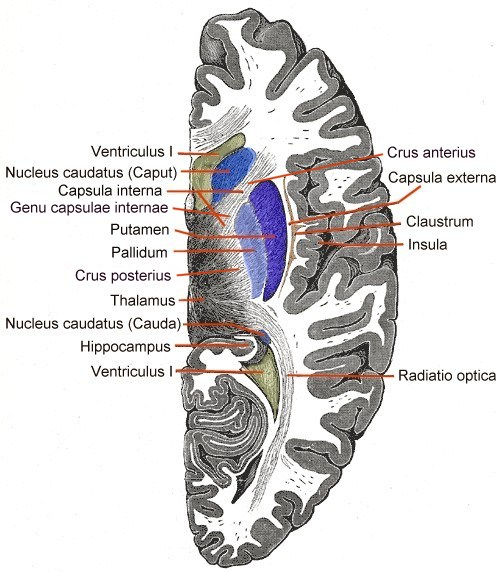
Putamen (dunkelblau) als Teil der Basalganglien

Ein zehn Jahre altes Kind wird in benommenem Zustand und mit einer Kopfplatzwunde in die Notaufnahme eines Krankenhauses gebracht. Die Ursache des Sturzes ist zunächst unklar. Noch in der Notaufnahme erleidet das Kind einen Krampfanfall. Da dieser nicht abklingt, wird der Patient notfallmäßig intubiert und beatmet und der Anfallsstatus mittels einer Narkose unterbrochen. Der hinzugezogene Neurologe vermutet eine Enzephalitis. Eine CCT- und eine Liquoruntersuchung ergeben keinen wegweisenden Befund. Das Kind wird zunächst auf einer Intensivstation weiter beatmet. Bei Versuchen die Narkosetiefe zu reduzieren, treten erneut Krampfanfälle auf.
Um die Situation zu klären, wird ein weiterer Neurologe zu Rate gezogen. Dieser erhebt zunächst eine ausführliche Anamnese. Die Verdachtsdiagnose lautet „Enzephalitis“ und die Aufgabe besteht darin, einen möglichen Erreger zu finden. Die Angehörigen machen folgende Angaben: es gab keine Auslandsreise, das Kind hat eine Katze als Haustier und ein Geschwister starb an den Folgen einer HIV-Erkrankung. Die allgemeine körperliche Untersuchung ergab folgendes: eine axilläre Lymphknotenschwellung rechts und eine beidseitige Konjunktivitis. Diese Befundkonstellation lässt folgende Verdachtsdiagnose zu: Enzephalitis durch den Erreger der Katzenkratzkrankheit (Bartonella henselae). Diese Vermutung konnte durch serologische Untersuchungen des Liquors und den Nachweis enzephalitischer Herde im Putamen mittels Kernspintomographie bestätigt werden. Die Therapie besteht in der Gabe von Makrolidantibiotika, Cotrimoxazol oder Rimfampizin. Das Kind erholt sich und die Erkrankung heilt ohne Folgen aus.
Der Fehler bestand darin, dass in der akuten Situation und auch später keine ausführliche Anamnese gemacht wurde. In diesem Fall geben nur die Anamnese und die nicht-neurologischen Untersuchungsbefunde Hinweise, die zum Erreger und zur Diagnose einer Bartonellen-Enzephalitis führen (Katze als Haustier, axilläre oder zervikale Lymphknotenschwellung). Die auffällige beidseitige Konjunktivitis ist eine Begleiterscheinung dieser seltenen Enzephalitis (weltweit sind nur ein paar Dutzend Fälle beschrieben).

#### Fallbeispiel VI: Ein junger Mann mit einem Hirninfarkt

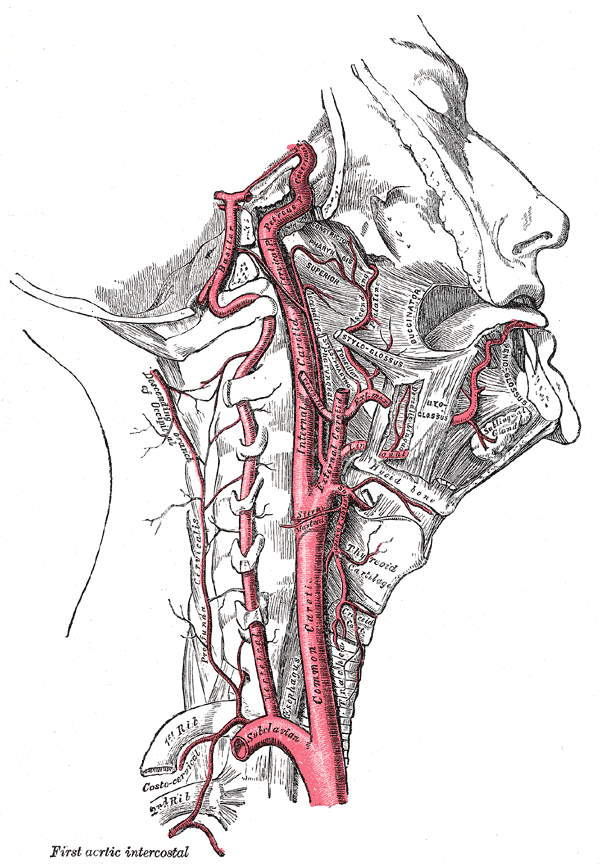
Hirnversorgende Gefäße (u. a. Arteria carotis interna)

Ein etwa 35 Jahre alter Mann wird mit den Zeichen eines akuten ischämischen Hirninfarktes in die Klinik eingeliefert. Nach Angaben von Arbeitskollegen sei er gestürzt, klagte dann plötzlich über Unwohlsein und sprach undeutlich. In der Aufnahmesituation zeigt der Patient eine Arm- und Gesichtslähmung rechts, er ist benommen und aphasisch. Das Ereignis ist weniger als 45 min alt. Eine CCT-Untersuchung zeigt in dieser Phase noch keine Frühzeichen eines Hirninfarktes, wird aber zum Ausschluss einer Hirnblutung durchgeführt. Eine doppler- und duplexsonographische Untersuchung der Halsgefäße zeigt Hinweise für einen Verschluss der Arteria carotis interna (ACI) links. Die Diagnose lautet: Verschluss der ACI links mit ischämischem Hirninfarkt im Mediastromgebiet links. Es wird eine Lysetherapie eingeleitet. Lähmung und Sprachstörung bilden sich völlig zurück. Dopplersonographisch zeigt sich weiterhin eine hochgradige Strömungsbehinderung der ACI links. Der Patient hat allerdings keine Gefäßrisikofaktoren. Aus diesem Grund wird die Anamnese noch einmal überprüft. Dabei berichtet der Patient, er sei kurz vor dem Ereignis gestürzt und sehr unglücklich mit der linken Halsseite gegen eine Tischkante gefallen. Die Verdachtsdiagnose einer Dissektion der Arteria carotis interna wird durch eine Kernspintomographie der Halsgefäße bestätigt.
Der Fehler bestand darin, den Begleiter des Patienten nicht ausführlich nach den Umständen des Sturzes befragt zu haben.

## Der Facharzt für Neurologie

### Weiterbildung in Deutschland
Um in Deutschland als Facharzt für Neurologie tätig zu werden, bedarf es nach absolviertem Medizinstudium einer fünfjährigen Weiterbildungszeit. Davon müssen 6 Monate in der intensivmedizinischen Versorgung neurologischer Patienten sowie 12 Monate in Psychiatrie und Psychotherapie abgeleistet werden.

## Besonderheiten der Tierneurologie
Auch für Tierärzte stellt die Neurologie eine große Herausforderung dar, denn neben der großen Komplexität des Nervensystems wird er mit zusätzlichen Handicaps belastet. Zum einen ist er, im Gegensatz zum Humanneurologen, nur in den seltensten Fällen Spezialist, der „nur“ neurologische Fälle zu behandeln hat.
Ein weiteres Problem stellt das große Artenspektrum dar. Erkenntnisse aus der Humanmedizin lassen sich nur für wenige Erkrankungen übertragen, da andere Säugetiere, Vögel oder gar Reptilien deutliche neuroanatomische und -funktionelle Differenzen aufweisen und das klinische Bild einer bestimmten neurologischen Erkrankung je nach Art erheblich abweichen kann. Selbst ein schwerer Schlaganfall mit komplettem Ausfall des Versorgungsgebiets der Arteria cerebri media, der beim Menschen eine komplette Halbseitenlähmung verursacht, führt bei einem Schaf lediglich zu milden Störungen der Haltungsreflexe, aber kaum zur Beeinträchtigung des Gangbildes. Am auffälligsten ist noch ein Schiefhals, der aber auch viele andere Ursachen haben kann. Dies ist in den Unterschieden hinsichtlich der Kreuzung der Pyramidenbahn und der ganz unterschiedlichen Bedeutung des pyramidalen und des extrapyramidalen Systems für die Bewegungsmuster begründet.
Die neuroanatomische Vielfalt ist außerdem dafür verantwortlich, dass viele neurologische Erkrankungen bei Tieren nur ungenügend erforscht sind. Die Tierneurologie ist eine relativ junge Wissenschaft, mit nur wenigen ausgewiesenen Spezialisten und geringen Budgets, die allenfalls die wichtigsten Erkrankungen und dies auch nur bei den am weitesten verbreiteten Vertretern der Haustiere (vor allem Pferd und Hund) intensiver erforschen kann. Bei exotischen Tierarten muss der Tierarzt immer von ihm bekannten Spezies extrapolieren.
Ein weiteres Problem stellt die begrenzte Kommunikation dar. In der Humanneurologie ist die intensive Befragung des Patienten, die Anamnese, ein wichtiges Element der Diagnostik. Ein Tier kann dem Tierarzt natürlich nur wenig mitteilen, eine Befragung vor und während der Diagnostik ist nicht möglich. Der Tierarzt ist auf die Beobachtungsgabe des Tierbesitzers angewiesen, manchmal auch seiner Phantasie ausgesetzt. Das Tier kann zwar Schmerzäußerungen machen, aber schon diese sind nicht nur zwischen den Arten, sondern auch individuell stark variierend. So kann ein Tier mit einer bestimmten Erkrankung, eventuelle Schmerzen stoisch ertragen, vor allem noch im Stress des Behandlungszimmers, ein anderes, eigentlich gesundes Tier, auf bestimmte Manipulationen überempfindlich oder aggressiv reagieren. Wichtige diagnostische Kriterien wie zum Beispiel die Zweipunktdiskrimination, also die Fähigkeit der örtlichen Unterscheidung der Herkunft eines Schmerzreizes, lassen sich bei Tieren nicht erheben. Das Tier kann zwar Schmerzen äußern, aber dem Tierarzt nicht mitteilen, ob es den zweiten Schmerz an der gleichen oder einer benachbarten Stelle empfindet.
Schließlich ist die Tiermedizin viel stärker kostenorientiert als die Humanmedizin. Bei Nutztieren sind aufwändige Diagnostik oder Behandlungen meist von vornherein ausgeschlossen. Aber auch bei Hobbytieren muss der medizinische Aufwand immer vom Besitzer toleriert bzw. auch finanziell getragen werden können. Kostenintensive Großgeräte wie CT oder MRT sind nur in sehr wenigen großen Tierkliniken vorhanden. Und selbst eine aufwändig gesicherte Diagnose muss nicht zwangsläufig zu einer (bezahlbaren) Therapie führen (so sie überhaupt möglich ist), was für beide Seiten, Besitzer und Tierarzt am Ende unbefriedigend ist.

### Krankheitsgruppen
Die neurologischen Erkrankungen der Haustiere werden üblicherweise in acht Krankheitsgruppen unterteilt, die man sich, in Anlehnung an Veterinär und Vitamin D mit dem Akronym VETAMIN D merken kann:
- Vaskuläre Erkrankungen (lateinisch vas ‚Blutgefäß‘): In diese Gruppe werden alle Gefäßkrankheiten wie Missbildungen, Blutungen oder Ischämien eingeordnet. Vaskuläre Erkrankungen sind bei Tieren relativ selten, lediglich Infarkte des Rückenmarks treten etwas häufiger auf.
- Entzündungen: In diese Gruppe gehören viral (z. B. Tollwut), bakteriell (z. B. Listeriose), mykotisch, parasitär oder immunpathologisch bedingte Entzündungen des Nervensystems.
- Traumatische Erkrankungen: Hier werden alle Erkrankungen durch mechanische Ursachen eingeordnet, die eine direkte oder indirekte (z. B. durch traumatisch bedingte Blutungen) Schädigung hervorrufen.
- Anomalien: Anomalien sind angeborene Fehlbildungen, die entweder genetisch bedingt oder durch Infektionen während der pränatalen Entwicklung verursacht sein können.
- Metabolisch-toxische Erkrankungen: In diese Gruppe gehören alle Erkrankungen, die durch Mangel an Nährstoffen, Vitaminen und Spurenelementen oder durch endogene Toxine (z. B. Harnstoff) hervorgerufen werden.
- Idiopathische Erkrankungen: Idiopathische (ohne erkennbare Ursache) Erkrankungen zeigen keine erkennbaren morphologischen Veränderungen am Nervensystem, sondern nur Funktionsstörungen wie z. B. die Epilepsie.
- Neoplasien: In diesen Komplex werden Neubildungen (Neoplasie), also alle Tumorerkrankungen eingeordnet. Dies können Tumoren der Nervenzellen sein, wobei bei Tieren nahezu ausnahmslos Tumoren der Gliazellen (Gliome) vorkommen. Eine zweite Gruppe sind Tumoren, die von mesenchymalen Geweben ausgehen, wie Meningeome.
- Degenerative Erkrankungen: Degenerative Erkrankungen sind durch pathologische Ablagerung von Stoffen (z. B. Amyloidose), durch das Absterben spezieller Nervenzellpopulationen oder durch Entmarkung der Nervenbahnen (Leukodystrophie) gekennzeichnet und sind meist erblich bedingt.

## Historische Aspekte
Die Neurologie, so wie wir sie heute kennen, ist sehr stark mit den Entwicklungen im Bereich der Anatomie und Histologie verbunden. Erst seitdem regelmäßige Obduktionen stattfinden und vor allem durch die Entwicklung des Mikroskops konnten Strukturen und deren Zusammenhänge aufgeklärt werden.
Die ersten Hinweise auf „neurologische“ Behandlungsversuche gewinnt man durch archäologische Funde. Die älteste nachgewiesene Trepanation als neurochirurgischer Eingriff wurde etwa 10.000 v. Chr. durchgeführt. Die Eröffnung des Schädels ist eine der wenigen fassbaren Behandlungsmethoden, da die Veränderungen am Knochen auch nach Jahrtausenden noch nachgewiesen werden können. Weltweit konnten mehrere Hundert derartig eröffnete Schädel gefunden werden. Großteils wurden diese Eingriffe von den Patienten überlebt, was durch Regenerationsprozesse des Knochens nachweisbar ist. Die damalige Technik war derart ausgefeilt, dass die Dura mater normalerweise nicht eröffnet wurde, eine wesentliche Voraussetzung für das Überleben. Über die Gründe für derartige Eingriffe kann nur spekuliert werden, anzunehmen sind neurologische Symptome wie starke Kopfschmerzen, epileptische Anfälle oder aber auch rituelle Handlungen.
Erste Dokumente, welche neurologische Symptome beschreiben, stammen aus dem Zweistromland zwischen Euphrat und Tigris sowie aus Ägypten, wo um das 14. Jahrhundert v. Chr. Kopfschmerzen, Epilepsien und Schwindelanfälle beschrieben wurden. Man findet ebenso erste anatomische Beschreibungen des Gehirns und umgebender Strukturen. Des Weiteren werden unfallbedingte neurologische Symptome, wie etwa Lähmungen oder Blutungen aus Nase und Ohr bei Schädelfrakturen erwähnt. Ebenso finden sich diverse bildliche Darstellungen verschiedener neurologischer Erkrankungen.
Antike
Pythagoras und Anaxagoras haben erstmals das Gehirn als Sitz des Denkvermögens, der Empfindungen und der Seele sowie die Verbindung von Gehirn und Nerven beschrieben. Im Gegensatz zu diesen Überlieferungen sind von Hippokrates noch keine entsprechenden schriftlichen Ausführungen bekannt.
Das griechische Wort für Nerv ist neuron und bezeichnete (als (gespanntes) strangartiges Gebilde) sowohl Sehnen als auch Nerven. Eine anatomische Unterscheidung erfolgte bereits ab dem 3. Jahrhundert v. Chr. das lateinische Wort nervus blieb aber bis ins Spätmittelalter auch weiterhin ein Synonym für Sehne.
Neuzeit
Als Begründer der modernen Neurologie gelten Guillaume-Benjamin Duchenne und Jean-Martin Charcot. Der Internist Adolf von Strümpell trug mit zur Emanzipierung der Neurologie als eigenständiges Fachgebiet bei, indem er mit dem zweiten Band seines 1883/84 erstmals erschienenen Lehrbuches für Innere Medizin ein international beachtetes neurologisches Lehrbuch schuf.

## Weitere Pioniere der Neurologie
- Joseph Babinski
- Wladimir Michailowitsch Bechterew
- Charles-Édouard Brown-Séquard
- Augusta Déjerine-Klumpke
- Joseph Jules Dejerine
- Otfrid Foerster
- William Gull
- John Hughlings Jackson
- António Egas Moniz
- Pierre Marie
- Gheorghe Marinescu
- Hermann Oppenheim
- Max Nonne
- Heinrich Pette
- Charles Scott Sherrington
- Ernest Adolf Spiegel
- William Gibson Spiller
- Carl Wernicke